# 达州河市机场
達州河市机场是一座中國機場，舊稱達縣機場，位於四川省达州市，屬於4C級民用機場。2022年5月18日，达州河市机场关闭，达州金垭机场于5月19日通航。

## 机场情况
达州河市机场距离达州市主城区通川区约12公里，是川东北唯一的民用机场。机场始建于1940年，最初用作军事用途，后荒废。
1959年10月，四川省政府拨款80万元，第一次扩建了达县一个几乎荒废近20年的野外机场，命名为“达县河市坝机场”，隶属于中国民用航空达县管理站。扩建后的机场占地面积776亩，总长度1540米，机场宽度320米，将跑道由原来的1100米扩建延长到1200米，宽30米，泥结碎石道面厚0.25米，两侧安全道路宽30米。扩建后的机场配备了完善的地面导航、气象保障、指挥调度系统等设施，硬化了244平米的水泥停机坪，能同时停放四架“运五”和一架“里二”型飞机，并新建了400平方米候机室。
1960年5月19日正式通航，航线为成都—南充—达县往返，航程336公里。
1982年12月24日，因里二、运五型飞机淘汰，达县机场停航。
1992年10月15日，因改革开放，地方经济发展的需要，复航达县机场再次提上议事日程。达县地区投资6475万元，民航投资100万元对河市机场进行了第二次扩建。扩建后跑道长度增加到1800米，宽30米。1994年12月25日机场复航，航线仍为达县—南充—成都往返。
1997年 5月12日，民航达县站更名为达川河市坝机场。
随着1997年12月达成铁路的建成通车，达川到成都航线受到严重冲击，加之运七客机陆续淘汰等因素，机场负债运行，2000年3月24日机场宣布再次停航。4月25日，由于达川地区撤地改市成立达州市，达川河市坝机场更名为达州河市机场。11月26日，为了改善投资环境，把握西部大开发的時機，挽救机场，达州机场进行了第三次改扩建。
2006年1月6日机场再次复航。
机场海拔279.2米，占地面积约1336亩。飞行区等级4C，跑道长2000m，宽45m，停机位3个；安装有I类精密进近灯光系统和I类精密进近仪表着陆系统（ILS，仅02号跑道）、气象自动观测系统、全向信标/测距台及地空通信（VHF）。具备B737-700、A319及以下机型供航保障能力。机场候机楼面积2300㎡。设置登机口2个、值机柜台3个、旅检通道2条、货检通道1条。
2018年，机场客流量首次突破50万人次大关。